# Psapharochrus inquinatus
Psapharochrus inquinatus is een keversoort uit de familie van de boktorren (Cerambycidae). De wetenschappelijke naam van de soort werd voor het eerst geldig gepubliceerd in 1872 door Henry Walter Bates.